# 저우포하이
저우포하이(중국어: 周佛海, 1897년 5월 29일 ~ 1948년 2월 27일)은 중화민국의 이론가,교육인,정치가였다. 삼민주의 사상 연구가로 유명했다. 중일전쟁 기간 동안 왕징웨이와 함께 친일괴뢰정권 난징 국민정부 설립에 앞장섰으며 부주석, 행정원 부원장 겸 재정부장으로 활동했다. 중일전쟁 전후 일본에 부일협력한 앞잡이로 한간(漢奸)으로 몰려 저우포하이는 전범으로 체포되었고, 1948년 2월 27일 옥사했다.

## 생애
1897년 후난성에서 태어났다. 일본 교토 제국대학 유학 중 1921년 중국 공산당 창립대회 참석하여 입당했으나, 얼마못가 탈당했다. 이후 대학교수등 거쳐 중국 국민당 정부의 관리직으로 들어가 관료로 지내게 된다. 국민당 및 국민정부의 요직을 역임하였고 이 시기 삼민주의 사상 이론 연구가로 유명했다.
중일전쟁 발발 후 그는 1938년 왕징웨이, 천궁보, 리시쿤과 함께 '반공화평운동'을 벌였고, 1940년에는 왕징웨이 정권 행정원 부원장 겸 재정부장, 주부석직등 활동했다. 제2차 세계대전 종전 후 매국노 한젠(漢奸) 전범으로 몰려 체포되었고, 1948년 옥사했다.

## 저서
- 《삼민주의의 이론적체계》
- 《삼민주의의 이론적기본문제》